# Дойран (община)
Дойран (на македонска литературна норма: Општина Дојран) е община, разположена в югоизточната част на Северна Македония, обхващаща селата около македонската част на Дойранското езеро.
Център на общината е село Стар Дойран, разположено на мястото на унищожения през Първата световна война исторически град Дойран. Освен Стар Дойран в общината влизат още 12 села. Общината има площ от 129,16 km².

## Структура на населението
Според преброяването от 2002 година община Дойран има 3426 жители.
| Етническа принадлежност | Процент |
| ----------------------- | ------- |
| северномакедонци        | 77,09%  |
| албанци                 | 0,50%   |
| турци                   | 11,73%  |
| роми                    | 1,72%   |
| власи                   | 0,09%   |
| сърби                   | 8,08%   |
| бошняци                 | 0,06%   |
| други                   | 0,73%   |